# Рвабвого, Лео
Ле́о Рвабво́го (англ. Leo Rwabwogo; 3 июня 1949, Тороро — 14 января 2009, Ругонго) — угандийский боксёр наилегчайшей весовой категории, выступал за сборную Уганды в конце 1960-х — начале 1970-х годов. Серебряный и бронзовый призёр летних Олимпийских игр, призёр многих международных турниров и национальных первенств.

## Биография
Лео Рвабвого родился 3 июня 1949 года в городе Тороро, Восточная область. Активно заниматься боксом начал в раннем детстве, проходил подготовку в боксёрском центре Kilembe Mines в Западной Уганде. Первого серьёзного успеха на ринге добился в возрасте семнадцати лет, когда в наилегчайшем весе выиграл чемпионат Африки в Замбии — с этого момента стал попадать в основной состав национальной сборной и ездить на крупнейшие международные турниры. Благодаря череде удачных выступлений удостоился права защищать честь страны на летних Олимпийских играх 1968 года в Мехико — дошёл здесь до стадии полуфиналов, после чего со счётом 2:3 уступил поляку Артуру Олеху.
Получив бронзовую олимпийскую медаль (первую олимпийскую медаль в истории Уганды), Рвабвого продолжал оставаться в сборной, принимая участие во всех важнейших соревнованиях того периода. В частности, в 1970 году побывал в Эдинбурге на Играх Британского Содружества наций, привёз оттуда медаль серебряного достоинства. Два года спустя прошёл квалификацию на Олимпийские игры 1972 года в Мюнхен, пробился в финал, но в решающем матче не смог одолеть болгарина Георгий Костадинов. Выиграв серебряную олимпийскую награду, Лео Рвабвого по сей день остаётся единственным спортсменом своей страны, кому удалось получить на Олимпиадах две медали. Также в 1973 году он боксировал на Всеафриканских играх, но неудачно, уже на ранних стадиях турнира был выбит из борьбы за призовые места. Вскоре принял решение завершить карьеру и покинул сборную.
Умер 14 января 2009 года в деревне Ругонго, округ Кабароле.